# Majur (cantante)
Majur dos Santos Conceição (Salvador, 21 de octubre de 1995) es una cantante y compositora brasileña, conocida artísticamente como Majur. Su música, del género R&B y MPB, aborda temas como las relaciones afectivas y el empoderamiento femenino.

## Biografía

### Infancia
Majur nació el 21 de octubre de 1995 en el barrio de Uruguay, en Salvador, estado de Bahia. Su padre abandonó a su familia cuando ella tenía 3 años de edad, y para sobrevivir, estuvo recogiendo basura y material reciclable en las calles con su madre hasta que cumplió 6 años. Comenzó a cantar a los 5 años en el corazón de la Orquesta Sinfónica Juventud de Salvador. En 2008 llegó a la final del Festival Anual de Canción Estudiantil, promovido por el Ministerio de Educación.

### Trayectoria profesional
En 2016, Majur formó una banda con otros 5 músicos que actuaba por la noche de su ciudad natal. La banda cantaba en los bares del barrio de Barra, epicentro de la restauración y la vida bohemia soteropolitana. Lanzó su primer trabajo en 2018, Colorir, un extended play (EP) de 3 temas. En junio de 2019, apareció como artista invitada en la canción AmarElo, junto a Emicida y Pabllo Vittar.
Lanzó su primer sencillo en solitario en agosto del mismo año, 20ver. En noviembre de 2019, lanzó el videoclip de Naúfrago, la segunda canción del EP. En 2020 lanzó otro sencillo, Andarilho, acompañado de un videoclip que grabó ella misma durante el aislamiento social motivado por la pandemia de COVID-19.
En mayo de 2021 publicó su primer LP de estudio: Ojunifé. Este engloba ritmos y temáticas de origen afrobrasileño, el feminismo y la reivindicación social. La musicalidad del álbum evoca el afrobeat que popularizó Margareth Menezes en Brasil a finales del siglo XX.

## Vida personal
Majur es una persona transgénero.
Es de género no binario, pero no tiene preferencia por ningún pronombre. «Fluyo muy bien entre el universo masculino y el femenino. Reconozco a los dos en mí y preciso de los dos», explicó en una entrevista en Extra. Ya en el diario O Globo, declaró que intenta huir al máximo de las relaciones de género en las letras de sus canciones, ya que su figura y su día a día hablan por ella misma.
En septiembre de 2022, la cantante contrajo matrimonio con el coreógrafo Josué Amazonas.

## Discografía
- Ojunifé (Sencillo, 2021)
- Colorir (EP, 2018)

## Filmografía
- Emicida: AmarElo - É tudo para ontem (documental, 2020)